# Relació d'ones estacionàries
|  | Aquest article tracta sobre ROE (Relació d'Ones Estacionàries). Si cerqueu ROE (Return On Equity), vegeu «Rendibilitat financera». |

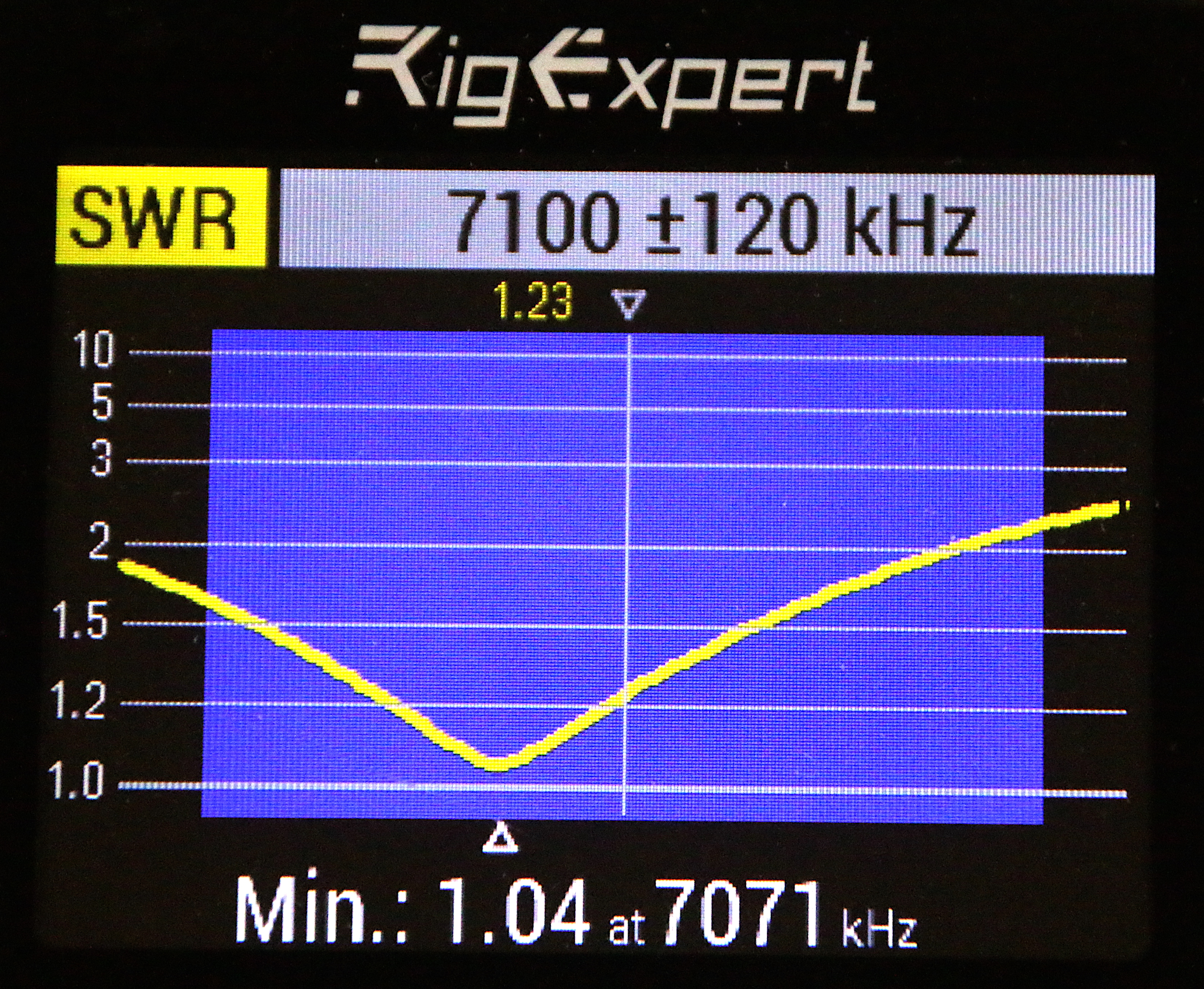
SWR d'una antena HB9XBG vertical per a la banda de 40 m en funció de la freqüència.

La relació d'ones estacionàries o ROE és una mesura de l'energia enviada pel transmissor que és reflectida pel sistema de transmissió i torna al transmissor.

## Consideracions tecnològiques
El ROE no és lineal: si l'energia reflectida es duplica, el ROE augmenta molt més que el doble. Un ROE d'1,5 equival a una reflexió del 4%. Un ROE elevats pot danyar al transmissor. Es considera que un ROE màxim d'1,5 és un límit de seguretat acceptable per a transmissors moderns, els transmissors a vàlvules podien acceptar un ROE una mica més gran sense perill per al transmissor.

## Teoria
En una línia de transmissió, coexisteixen una ona incident, d'amplitud {\displaystyle v_{i}}, i una altra reflectida, d'amplitud {\displaystyle V_{r}}.
Ambdues ones es combinen per donar una ona resultant.
L'ona resultant pot tenir dos valors extrems:
- Quan l'ona incident i l'ona reflectida produeixin una interferència constructiva. En aquest cas {\displaystyle V_{\mathrm {max} }=v_{i}+V_{r}} i per tant, l'amplitud de l'ona resultant és màxima
- Quan l'ona incident i l'ona reflectida s'anul·len recíprocament (interferència destructiva). En aquest cas, {\displaystyle V_{\mathrm {min} }=v_{i}-V_{r}}.

El ROE (SWR en anglès, ROS en francès) es defineix com la relació entre els dos valors extrems
{\displaystyle \mathrm {ROE} ={\frac {V_{\mathrm {max} }}{V_{\mathrm {min} }}}={\frac {v_{i}+V_{r}}{v_{i}-V_{r}}}}
Els teòrics defineixen el coeficient de reflexió Γ com la relació entre ambdues amplituds, reflectida sobre incident:
{\displaystyle \Gamma ={\frac {{\underline {V}}_{r}}{{\underline {V}}_{i}}}}
Per tenir en compte la diferència de fase entre ambdues ones, cal escriure Γ com un nombre complex. Per aquesta raó, Γ segueix les regles especials de la matemàtica complexa. No obstant això, en la pràctica, per simplificar s'utilitza ρ, el mòdul del nombre complex Γ:
{\displaystyle \rho =|\Gamma |={\frac {V_{r}}{v_{i}}}}
El valor de ρ es pot expressar com un percentatge, en aquest cas, l'anomenem  ROE  (Raó d'ones estacionàries).
En aquest cas, escriurem {\displaystyle V_{\mathrm {min} }} i {\displaystyle V_{\mathrm {max} }} en funció de ρ:
- {\displaystyle V_{\mathrm {max} }=v_{i}(1+\rho )}
- {\displaystyle V_{\mathrm {min} }=v_{i}(1-\rho )}

Això permet deduir una nova expressió del ROE, aquesta vegada en funció de ρ:
{\displaystyle \mathrm {ROE} ={\frac {1+\rho }{1-\rho }}}

## El ROE i l'adaptació d'impedàncies
- Sigui un transmissor de ràdio, la impedància de sortida del qual és Zs.
  - En els transmissors moderns a transistors, Zs és gairebé sempre de 50 Ohm.
- El transmissor alimenta una antena la impedància de radiació de la qual és  Rr

Entre el transmissor i una antena hi ha una línia de transmissió, la impedància característica de la qual és Zc.
Dues condicions són necessàries perquè el màxim d'energia lliurat a l'antena sigui irradiat:
- Zs = Zc
- Zc = Rr

Quan una línia de transmissió compleix amb aquestes condicions, es diu que la línia està adaptada.
- El ROE sempre és igual o superior a la unitat.